# Sebastián Torres
Sebastián Torres Planas fue un político y terrateniente español, diputado y senador en las Cortes de la Restauración, miembro fundador de la Liga Regionalista y propietario de la finca de Can Camp, situada en la localidad catalana de La Ametlla, y de varias propiedades en la Guinea Española.

## Biografía

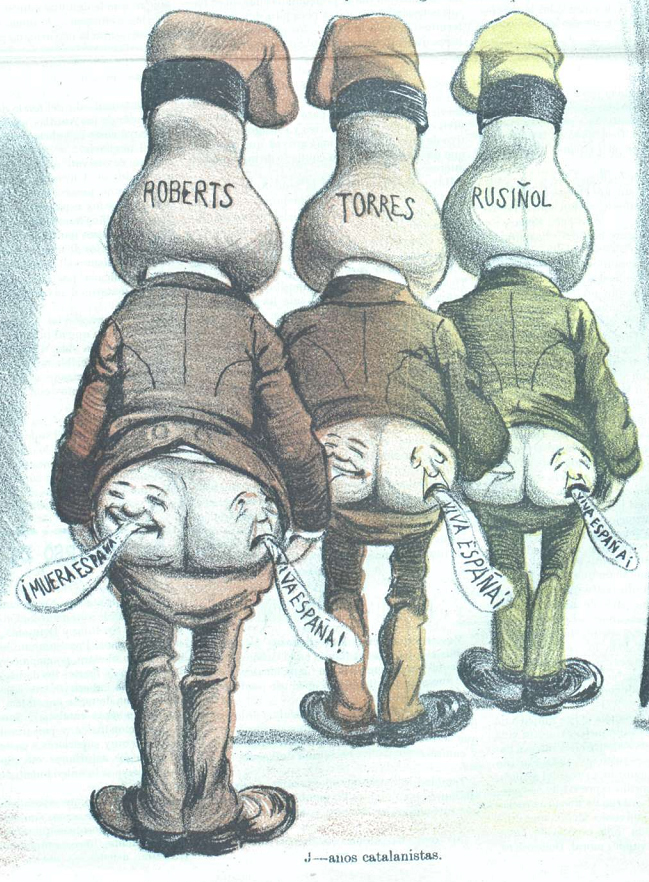
Caricaturizado por Tovar con cabeza de pera junto con Bartolomé Robert y Alberto Rusiñol.

Nació en Barcelona. En 1898 ingresó en la política cuando organizó y presidió la Liga de Defensa Industrial y Comercial. En noviembre de aquel mismo año, además, firmó tanto el manifiesto de la Junta Regional de Adhesiones al Programa del General Polavieja como el Mensaje a la Reina Regente, y en junio de 1899 dirigió el movimiento del cierre de cajas contra la ley del ministro Raimundo Fernández Villaverde. En 1901 participa en la fundación de la Liga Regionalista, con la que formó parte de la candidatura conocida como de los «cuatro presidentes». Fue elegido diputado por Barcelona en las elecciones de 1901.
Fue senador por la provincia de Gerona entre 1908 y 1910.
En La Ametlla, en la comarca del Vallés Oriental, financió la construcción del edificio para las escuelas públicas, supervisado por el arquitecto Manuel Raspall en 1910 y convertido posteriormente en la sede del ayuntamiento.
Falleció en su ciudad natal.